# Pál Ács (cel tânăr)
Pál Ács (cel tânăr) (n. 4 decembrie 1954, Budapesta) este un scriitor și istoric literar maghiar.